# 達依省

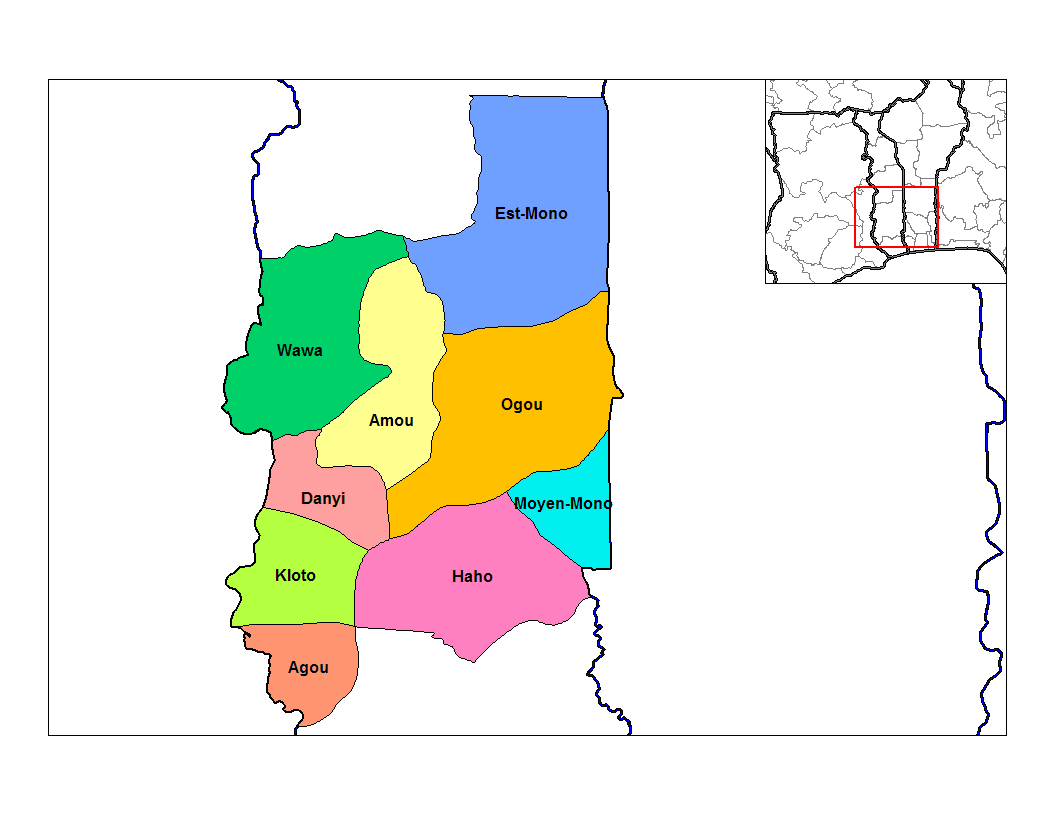

7°15′N 0°57′E / 7.250°N 0.950°E
達依省（法語：Préfecture de Danyi），是多哥的30個省份之一，位於該國中南部，由高原區負責管轄，首府設於達依阿佩耶梅，面積387平方公里，2010年人口38,742，人口密度每平方公里100.1人。